# Крапивенский Троицкий монастырь
Крапивенский Троицкий монастырь — мужской православный монастырь в городе (ныне — село) Крапивна, действовавший в XVII-XVIII веках.

## История
Впервые упомянут в печатном Евангелии, жалованном монастырю царём Алексеем Михайловичем в 1662 году, в специальной надписи: «Великий Государь и Великий Князь Алексий Михайлович всея Великая и Малая и белая России Самодержец пожаловал сию книгу, священное Евангелие, на Крапивну в монастырь Троицы живоначальной».
В середине XVIII века Троицкая монастырская церковь была деревянной. В 1744 году императрица Елизавета Петровна, проезжая через Крапивенский уезд по пути в Киев, пожертвовала в Крапивенский Троицкий монастырь 100 двухрублёвых червонных на постройку каменной церкви; часть денег дали местные жители. Благословение на постройку дал епископ Коломенский Савва.
Изначально предполагалось построить церковь с двумя приделами: первый во имя пророка Захарии и праведной Елисаветы, второй во имя преподобного Сергия Радонежского. Строительство затянулось из-за недостатка средств, а также из-за того, что по недосмотру церковь первоначально была заложена алтарём на запад и проект оказался негодным к исполнению. Епископ Гавриил специальным указом 30 апреля 1752 года велел снести выстроенные над фундаментом стены и построить церковь согласно православному чину (алтарём на восток), причём за основу нового проекта был взят рисунок только что построенной церкви в селе Голощапове. В 1763 году каменная Троицкая церковь была в основном завершена.
Старая деревянная церковь некоторое время оставалась на своём месте, в годы строительства каменной церкви в ней совершались богослужения. В 1757 году иеродьякон монастыря Никодим указывал в прошении к епископу Порфирию, что «церковь Божия весьма обветшала и служение в ней совершается от летней и зимней погоды с великою нуждою».
Состояние монастыря в середине XVIII века было довольно бедственным. Кроме строящегося каменного храма и ветхой деревянной церкви, в нём было «несколько других ничтожных и ветхих построек: две-три деревянные ветхие кельи, крытые соломой, в которых монахи жили кое-как, с нуждою, деревянная житница с пристенком и таковая же погребица — тоже ветхие, на которых в 1765 году и крыш уже не было, плетневый сарай да плетневая городьба вокруг монастыря». Монастырская братия была немногочисленна (в 1756—1757 годах — два иеромонаха, один иеродьякон и два бельца церковнослужителя, в 1763 — один иеромонах, два иеродьякона и один простой монах). Управляли монастырём иеромонахи в звании строителей. Обитель в 1750-х годах имела не более 40 ревизских человек крестьян мужского пола, из них бывших в работе вместе с малолетними — около 25 человек.
В 1764 году Крапивенский Троицкий монастырь был упразднен согласно манифесту Екатерины II. Каменная Троицкая церковь была назначена приходской и достроена в 1768—1769 годах (ныне не действует, является частью завода по изготовлению повидла, полуразрушена).